# 伍宜孫
伍宜孫（1900年—2005年5月11日），廣東順德杏壇鎮古朗村雙鳳坊人，香港望族伍宜孫家族成員，永隆銀行創辦人。

## 生平
伍宜孫19歲時便出外工作。1919年來香港，在一家上海人组織的泰來銀號當差。後轉入裕仁銀號工作，由于勤敏幹練，得上司賞識，屢獲提拔，20岁便成老闆伍季明左右手。其後有行家欲招攬伍宜孫，老闆伍季明則鼓勵伍宜孫自行創業。於是伍宜孫集資創辦了永隆銀號。伍宜孫的祖父伍宜康先生早年在廣州設立昭隆銀號，遠近聞名。後因世亂天災，家道日漸中落。 伍宜孫童年備嘗艱苦，雖天資聰穎，但因為家境貧困，以致少年失學，年僅14歲便到香港泰來銀號做工。在既無祖蔭又無憑藉的情況下，只能從雜工做起。伍宜孫矢勤矢慎，任勞任怨，從艱苦的環境中磨練自己。他為人謙遜勤奮，在繁瑣雜務之中領悟營商辦事之方，深得老闆伍季明的賞識，得到多方指點，20歲便擔任老闆的副手。1933年，在眾多友朋的信任支持下，籌集得資金四萬四千五百元，於同年2月25日在香港上環文咸東街創辦了永隆銀號，並於創業後第一年即獲利九千餘元。1930年代初，粵漢鐵路通車，伍宜孫認為南北交通暢達後 ，香港乃華南貿易中心，必定有不少外省客商前來經貿，於是聘請專人教授店員學普通話。1937年中國抗日戰爭爆發後，大批各省人南來貿易，由於永隆銀行的同事能講普通話，吸引了各外省人相率來顧，業務因此大增。 在其後數十年的經營事業中，伍宜孫以“發展不忘穩健，服務必盡忠誠”為訓，銳意擴展，雖然經歷了抗日戰爭、國內革命戰爭，以及香港出現的多次銀行擠提危機，永隆銀行始終根基穩固，並不斷發展壯大。1956年註冊為有限公司，伍宜孫任董事長，1960年改稱銀行，1980年成為上市公司。 永隆銀行經歷了60餘年的艱苦歷程，位處香港這個世界金融中心而巍然屹立。至1997年，永隆銀行除總行外，港九新界共有34間分行，在廣州設有代表辦事處，在美國及開曼群島設有分行。永隆銀行除一般銀行業務外，尚經營保險、信託、信用卡、企業貸款、證券及期貨買賣、外幣及股票孑子展、安排及參與銀團借貸款、代售信託基金等業務，成為香港一問實力雄厚、享譽中外的華資銀行。伍亦是一名資深盆景愛好者，自幼受祖父伍宜康（嶺南派盆景始創人）及父親伍若瑜指導盆景藝術，「蓄、枝、截、幹」，加上多年經驗，在盆景界贏得「盆聖」的稱號。一生更樂於慈善為懷的伍，捐獻遍及中國內地。他在香港設立伍宜孫慈善基金，協助興建醫院、安老院、中學、小學等。1997年，经国际小行星中心批准，中國科學院紫金山天文臺將該台的國際編號3570號的小行星命名為「伍宜孫星」，以表揚伍對社會、慈善、教育、文化及藝術等事業的傑出成就及貢獻。而伍宜孫於2005年5月11日在香港逝世，享壽105歲。

## 個人榮譽
| 年     | 香港 | 香港銀行學會會士                 |
| 1991年 | 香港 | 香港浸會大學榮譽文學博士         |
| 1993年 | 中國 | 番禺市榮譽市民                   |
| 1994年 | 中國 | 中國科學院南京分院榮譽植物學博士 |